# Rapakivenjärvi
Le Rapakivenjärvi  est un lac situé à la limite de Kotka et d'Anjalankoski en Finlande,,,,.

## Géographie
La superficie du lac est de 38 hectares, il mesure 350 mètres de long et 300 mètres de large.
La zone humide proche du lac, mesure 900 mètres de long et 600 mètres de large.
La longueur du rivage du lac est de 2,4 kilomètres et ses rives forment une tourbière minérotrophe de 100 à 400 mètres de large.
Le côté sud de la tourbière est traversé par la frontière municipale entre Kotka et Kouvola,,,.
Le lac et les marais qui l'entourent sont un site Natura 2000 (52 hectares, FI0401004).